# Quintana del Marco
Quintana del Marco est une commune d'Espagne dans la province de León, communauté autonome de Castille-et-León. Elle s'étend sur 23,36 km2 et comptait environ 407 habitants en 2015.